# Plea for Peace
Plea for Peace is de laatste uitgave van de Amerikaanse ska-punkband Operation Ivy. De ep werd uitgebracht in 1992, drie jaar nadat de band uit elkaar was gegaan. De ep bevat vier nummers die niet op de heruitgegeven versie uit 1991 van Energy te horen zijn.

## Nummers

### Kant 1
1. "Uncertain"
2. "Troublebound"

### Kant 2
1. "Someday"
2. "Plea for Peace"